# Luis Haquín
Luis Fernando Haquín López (ur. 15 listopada 1997 w Santa Cruz) – boliwijski piłkarz występujący na pozycji środkowego obrońcy, reprezentant Boliwii, od 2024 roku zawodnik brazylijskiej Ponte Prety.